# Ivar Lykke (homme politique)
Pour les articles homonymes, voir Ivar Lykke.
Ivar Lykke est un homme d'État norvégien né le 9 janvier 1872 à Trondheim et mort le 6 décembre 1949 dans cette même ville. Il est Premier ministre de Norvège de 1926 à 1928.

## Biographie
Membre du Parti conservateur, Ivar Lykke est élu député pour la première fois en 1916 et occupe la présidence du Storting de 1919 à 1927. Il est nommé leader de son parti en 1923. En mars 1926, le roi le charge de former un nouveau gouvernement après la chute du premier gouvernement Mowinckel. Le gouvernement Lykke, qui comprend des conservateurs et des libéraux de gauche, reste au pouvoir pendant près de deux ans, jusqu'à la fin du mois de janvier 1928. Lykke y exerce les fonctions de Premier ministre et de ministre des Affaires étrangères.
Après la fin de son gouvernement, Lykke reste député jusqu'en 1945. Dans les années 1930, il participe notamment à la commission parlementaire aux Affaires étrangères. Il assure brièvement l'intérim à la présidence du Storting après l'invasion allemande de la Norvège en 1940, ce qui lui vaut des critiques après la fin de la Seconde Guerre mondiale. Frappé par le cancer, il meurt en 1949, à l'âge de soixante-dix-sept ans.